# Bert Wynne
Bert Wynne (1886 – 14 de novembro de 1971) foi um diretor e ator britânico durante a era do cinema mudo.
Bert nasceu em Monte Carlo, Mônaco, França.

## Filmografia selecionada
Diretor
- The Manchester Man (1920)
- The Call of the East (1922)

Ator
- The Folly of Desire (1915)
- The Game of Liberty (1916)
- When Knights Were Bold (1916)
- The Manxman (1917)
- Justice (1917)
- Tom Jones (1917)
- God and the Man (1918)
- My Sweetheart (1918)